# Márcio Rodrigues Araújo
Márcio Rodrigues Araújo (São Luís, 11 juni 1984) is een Braziliaans voetballer.

## Carrière
Márcio Araújo speelde tussen 2003 en 2010 voor Corinthians Alagoano, Atlético Mineiro, Guarani en Kashiwa Reysol. Hij tekende in 2010 bij Palmeiras.